# Jules Van Hevel
Jules Van Hevel, nascido a 10 de março de 1895 em Koekelare e falecido a 21 de julho de 1969 em Ostende, foi um ciclista belga. Profissional de 1919 a 1932, ganhou a Volta à Flandres em 1920, a Paris-Roubaix em 1924, e duas vezes o Campeonato da Bélgica em Estrada em 1920 e 1921.

## Palmarés
- 1919
  - Campeonato de Flandres

- 1920
  - Campeonato da Bélgica em Estrada  
  - Campeonato de Flandres
  - 1 etapa da Volta à Bélgica
  - Volta à Flandres

- 1921
  - Campeonato da Bélgica em Estrada  
  - 1 etapa da Volta à Bélgica
  - De Drie Zustersteden

- 1923
  - Critérium das

- 1924
  - Paris-Roubaix
  - Critérium das

- 1928
  - Volta à Bélgica, mais 1 etapa

## Resultados em Grandes Voltas e Campeonatos do Mundo
Durante a sua carreira desportiva conseguiu os seguintes postos nas Grandes Voltas e nos Campeonatos do Mundo em estrada:
| Corrida            | 1919 | 1920 | 1921 | 1922 | 1923 | 1924 | 1925 | 1926 | 1927 | 1928 | 1929 | 1930 | 1931 | 1932 |
| ------------------ | ---- | ---- | ---- | ---- | ---- | ---- | ---- | ---- | ---- | ---- | ---- | ---- | ---- | ---- |
| Giro d'Italia      | Ab.  | Ab.  | -    | -    | -    | -    | -    | -    | -    | -    | -    | -    | -    | -    |
| Tour de France     | -    | -    | -    | -    | -    | -    | -    | -    | -    | -    | -    | -    | -    | -    |
| Volta a Espanha    | -    | -    | -    | -    | -    | -    | -    | -    | -    | -    | -    | -    | -    | -    |
| Mundial em estrada | -    | -    | -    | -    | -    | -    | -    | -    | Ab.  | Ab.  | -    | -    | 8.º  | -    |

-: Não participa

Ab.: Abandono